# Rocs del Duc
Els Rocs del Duc és una muntanya de 1.197 metres que es troba al municipi d'Arsèguel, a la comarca de l'Alt Urgell.